# Willi Multhaup
Willi Multhaup (Essen, 1903. július 19. – Essen, 1982. december 18.) német labdarúgó, fedezet, edző.

## Pályafutása

### Játékosként
1924–25-ben a Schwarz-Weiß Essen labdarúgója volt.

### Edzőként
1949–50-ben a Preußen Münster, 1950–51-ben az MSV Duisburg, 1951 és 1953 között ismét a Preußen Münster, 1953–54-ben az STV Horst-Emscher, 1954 és 1957 között a VfB Bottrop, 1957 és 1959 között a Schwarz-Weiß Essen, 1959 és 1961 között a Rot-Weiß Essen, 1961 és 1963 között ismét az MSV Duisburg vezetőedzője volt.
1963 és 1965 között a Werder Bremen szakmai munkáját irányította és az 1964–65-ös idényben Bundesliga-győztes lett a csapattal. Az 1965–66-os idényben a Borussia Dortmund edzője volt, ahol KEK-győztes lett az együttessel. 1966 ás 168 között az 1. FC Köln csapatánál tevékenykedett és 1968-ban nyugatnémetkupa-győztes lett az együttessel. 1971-ben a Werder Bremen csapatánál fejezte be az edzői pályafutását.

## Sikerei, díjai
Werder Bremen
- Nyugatnémet bajnokság (Bundesliga)
  - bajnok: 1964–65

 Borussia Dortmund
- Kupagyőztesek Európa-kupája (KEK)
  - győztes: 1965–66

 1. FC Köln
- Nyugatnémet kupa (DFB Pokal)
  - győztes: 1968